# Болгарская национальная астрономическая обсерватория Рожен
Национальная астрономическая обсерватория «Рожен» — крупнейшая обсерватория в Болгарии, на Балканском полуострове и в Юго-восточной Европе. Расположена на горе Рожен в Родопских горах, недалеко от Чепеларе. Принадлежит Институту астрономии Академии наук Болгарии.
Место расположения обсерватории считается самой малооблачной точкой Болгарии, здание находится на высоте 1759 метров над уровнем моря. Обсерватория имеет 4 телескопа, главный телескоп - самый большой на Балканах и один из крупнейших в мире. Главный телескоп весит более 80 тонн, это универсальный рефлектор с оптической системой Ричи — Кретьена с диаметром главного зеркала 2 метра, производства завода Carl Zeiss в Вене. Обсерватория располагает также 60-сантиметровым телескопом Кассегрена и 50/70-сантиметровым телескопом Шмидта. В 2015 году на солнечной башне установлен 15-сантиметровый коронограф. Обсерватория оборудована пятью CCD-камерами, спектрографом, двухканальным редуктором фокуса FoReRo, 2-метровый телескоп снабжён автогидом RC-фокуса. 
Строительство было начато по инициативе Болгарской академии наук в 1979 году, его стоимость составила 12 млн левов, что является самой крупной разовой инвестицией в болгарскую науку. Впервые в мире главный телескоп в НАО Рожен поднят на 20 метров над поверхностью земли, чтобы предотвратить искажения от инверсионного воздушного слоя. Телескоп находится в башне диаметром 20 м и высотой 36 м. Купол с поворотными механизмами весит 210 тонн. Комплекс обсерватории включает башни с телескопами, метеорологическую станцию, жилые здания и параклис. 
Обсерватория открыта 13 марта 1981 года. Астрономические наблюдения начались уже в 1980 году, и ещё до официального открытия астрономы нашли более 100 новых астероидов, 16 из которых получили собственные болгарские названия.
Обсерватория является популярным туристическим объектом, в ней оборудован посетительский центр с 18-сантиметровым демонстрационным телескопом. Имеются лекционный зал и музейная экспозиция. НАО Рожен ежегодно посещают 10-12 тысяч туристов.